# Lawrance L-3
Lawrance L-3 and L-4 waren frühe Dreizylindersternmotoren für Flugzeuge, die vom US-amerikanischen Hersteller Lawrance Aero Engine Company in den frühen 1920er Jahren entwickelt und gebaut wurden. Nach dem Kauf der Lawrance Aero Engine Company durch Wright Aeronautical wurden sie von Wright unter dem Namen Wright Gale vermarktet.

## Verwendung
- Naval Aircraft Factory SA
- Loening M-2